# Skierki (Barciany)

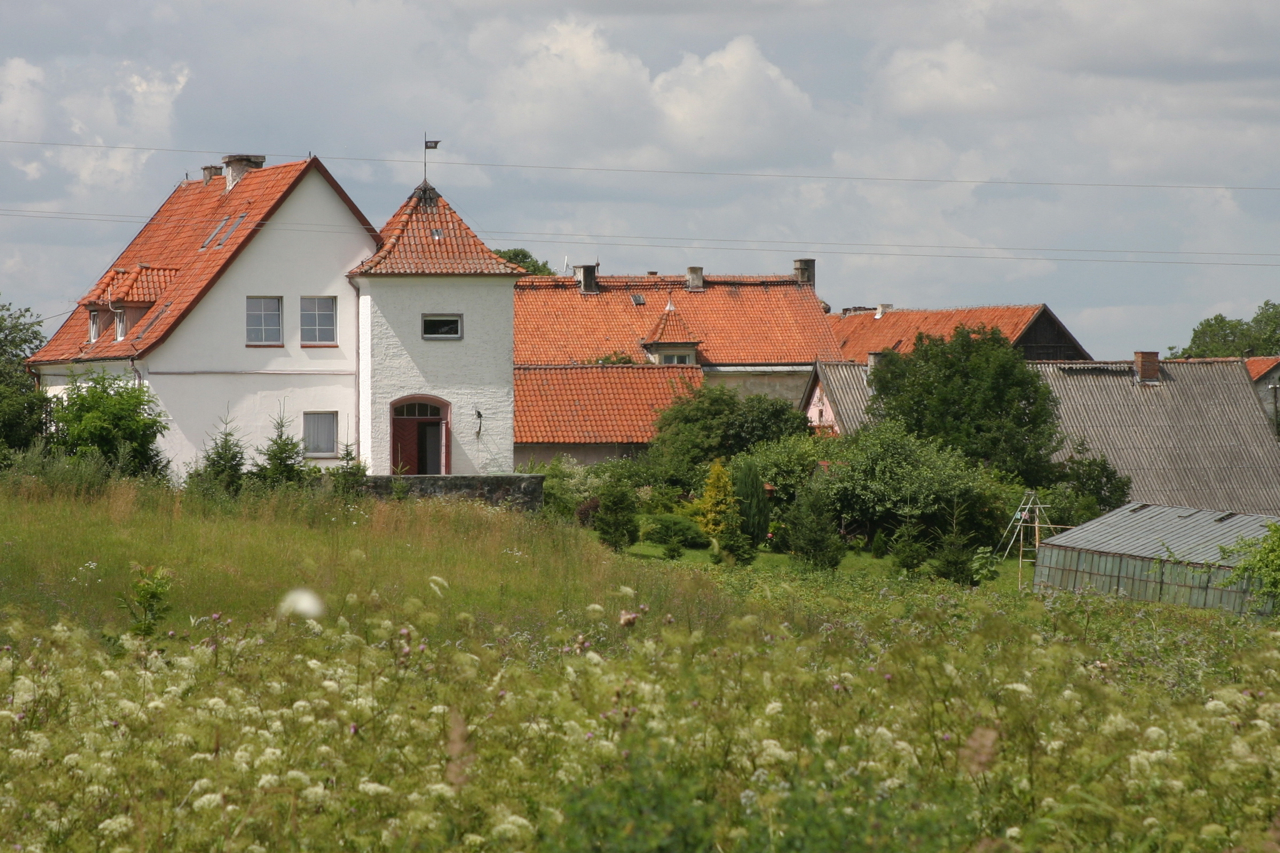
Skierki (2009)

Skierki (deutsch Wehlack) ist ein Dorf in Polen in der Woiwodschaft Ermland-Masuren. Es gehört zur Gmina Barciany (Landgemeinde Barten) im Powiat Kętrzyński (Kreis Rastenburg).

## Geographische Lage
Skierki liegt in der nördlichen Mitte der Woiwodschaft Ermland-Masuren, etwa 20 Kilometer südlich der Staatsgrenze zum russischen Oblast Kaliningrad und sieben Kilometer nördlich der Kreisstadt Kętrzyn (deutsch Rastenburg).

## Geschichte

### Ortsgeschichte
Wann genau das heutige Skierki entstand, ist nicht bekannt. Vermutlich wurden Dorf und Gut Wehlack im 14./15. Jahrhundert angelegt. 1847 wurde in dem Dorf eine Holländerwindmühle errichtet, die erste dieser Art in Masuren. 1785 hatte das Dorf zusammen mit dem Vorwerk 16 Häuser, 1817 waren es 14.
Am 30. April 1874 wurde Wehlack Amtsdorf und damit namensgebend für einen Amtsbezirk im Kreis Rastenburg im Regierungsbezirk Königsberg innerhalb der preußischen Provinz Ostpreußen. Er bestand bis 1945.
Am 14. Mai 1887 wurde das Vorwerk Adlig Gut Rodehlen im Gutsbezirk Wehlack in den Gutsbezirk Dombehnen (polnisch Dębiany) im Amtsbezirk Rodehlen umgegliedert.
Im 19. und 20. Jahrhundert gehörte das Dorf den Grafen von Schwerin.
Am 30. September 1928 wurden im Gutsbezirk Wehlack mannigfache strukturelle Veränderungen vorgenommen:
- die Landgemeinde Klein Kemlack (polnisch Kiemławki Małe) sowie das Gut Groß Kemlack (polnisch Kiemławki Wielkie) im Gutsbezirk Wehlack schlossen sich zur neuen Landgemeinde Kemlack zusammen;
- das Gut Marklack (polnisch Markławka) wurde in die Landgemeinde Petermanns (Pieszewo) umgegliedert;
- die Güter Groß Schatten (Szaty Wielkie) und Albertinhausen (Staniszewo) schlossen sich mit der Landgemeinde Wehlack zur neuen Landgemeinde Wehlack zusammen;
- das Gut Klein Blaustein (Sińczyk-Leśnicówka) im Gutsbezirk Wehlack wurde in die Landgemeinde Blaustein (Siniec) umgegliedert;
- die Güter Adlig Plienkeim (Plinkajmy Małe) und Weypoth (Wypęk) wurden in die Landgemeinde Taberwiese im Amtsbezirk Barten, Domäne (Barciany) umgegliedert;
- das Gut Elisenthal (Niedziały) wurde in die Landgemeinde Wenden (Winda) umgegliedert.

Am 1. April 1930 vergrößerte sich Wehlack um den Nachbarort Rawlack (polnisch Rowy), der eingemeindet wurde.
1945, am Ende des Zweiten Weltkrieges, marschierte die Rote Armee in die Gegend ein. Als Folge des Krieges wurde Wehlack als „Skierki“ Teil der Volksrepublik Polen. Es wurde eine staatliche Landwirtschaftsgenossenschaft gegründet und im Gutshaus Wohnungen für die Arbeiter der Genossenschaft eingerichtet. 1970 gab es in Skierki einen Kindergarten, den sechs Kinder besuchten, eine vierklassige Grundschule, einen Bibliothekspunkt sowie ein Kino für 100 Leute. 1973 wurde das Dorf Teil des Schulzenamtes (polnisch Sołectwo) Szaty Wielkie (Groß Schatten) in der Gemeinde Barciany.

### Einwohnerentwicklung
Nachfolgend die graphische Darstellung der Einwohnerzahlen.

### Amtsbezirk Wehlack (1874–1945)
Zum Amtsbezirk Wehlack gehörten anfangs neun Ortschaften, am Ende waren es aufgrund von Umstrukturierungen noch vier:
| Deutscher Name      | Polnischer Name | Bemerkungen                                                                  |
| ------------------- | --------------- | ---------------------------------------------------------------------------- |
| Fünfhuben           | Niedziałki      | 1928 nach Wenden eingegliedert                                               |
| Klein Kemlack       | Kiemławki Małe  | 1928 in die Landgemeinde Kemlack eingegliedert                               |
| Kölmmisch Plienkeim | Plinkajmy       | 1928 in die Landgemeinde Taberwiese, Amtsbezirk Domäne Barten, eingegliedert |
| Petermanns          | Pieszewo        | 1929 in den Amtsbezirk Rodehlen umgegliedert                                 |
| Platlack            | Platławki       | 1928 nach Petermanns eingegliedert                                           |
| Rawlack             | Rowy            | 1930 nach Wehlack eingemeindet                                               |
| Stettenbruch        | Szczeciniak     |                                                                              |
| Wehlack             | Skierki         |                                                                              |
| Wenden              | Winda           |                                                                              |

Am 1. Januar 1945 bildeten nur noch Kemlack, Stettenbruch, Wehlack und Wenden den Amtsbezirk Wehlack.

## Gut Wehlack

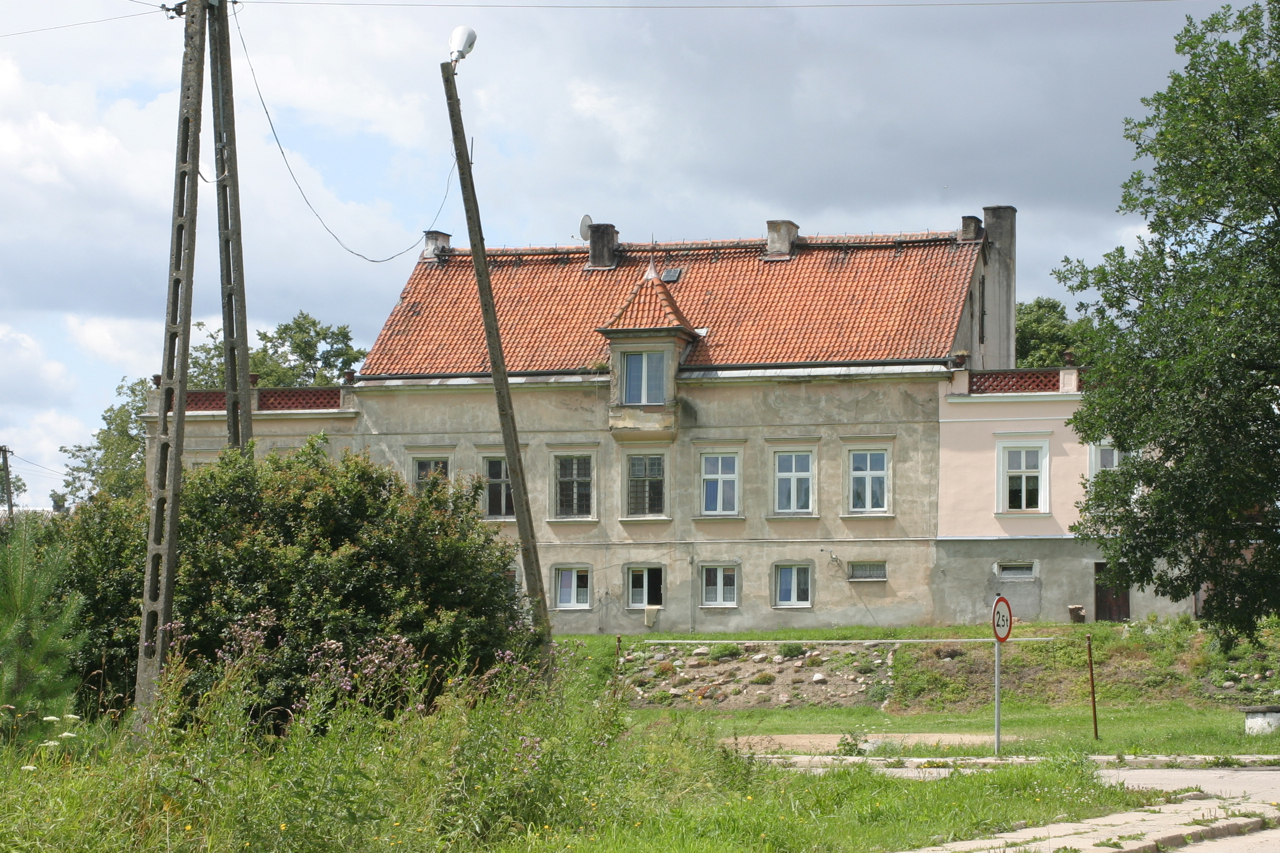
Ehemaliges Gutshaus Wehlack im Skierki

Das Gut Wehlack wurde vermutlich zusammen mit dem Dorf im 14./15. Jahrhundert gegründet. Im 19. und 20. Jahrhundert war es im Besitz der Grafen von Schwerin in Mecklenburg, die die Ländereien verpachteten. Pächter seit den 1890er Jahren war Georg Freiherr von der Goltz. 1929 umfasste das Gut eine Fläche von 600 Hektar.
Das Herrenhaus entstand um 1900. Nach 1945 diente es Arbeiterfamilien als Wohnhaus und befindet sich heute im Privatbesitz.

## Kirche
Bis 1945 war Wehlack in die evangelische Kirche Wenden in der Kirchenprovinz Ostpreußen der Evangelischen Kirche der Altpreußischen Union sowie in die katholische Kirche Rastenburg im Bistum Ermland eingepfarrt.
Heute gehört Skierki zur katholischen Pfarrei Winda im Erzbistum Ermland, außerdem zur evangelischen Pfarrei Kętrzyn in der Diözese Masuren der Evangelisch-Augsburgischen Kirche in Polen.

## Verkehr

### Straße
Das Dorf Skierki liegt an der Woiwodschaftsstraße 591, der einstigen deutschen Reichsstraße 141. Diese führt im Süden nach Kętrzyn sowie Mrągowo (Sensburg), und im Norden über Barciany zur Grenze zum Oblast Kaliningrad. Ein Grenzübergang besteht hier nicht. In östlicher Richtung führt eine Nebenstraße nach Staniszewo (Albertinhausen), im Westen Straßen nach Moruny (Maraunen), nach Rowy (Rawlack) und nach Szaty Wielkie (Groß Schatten).

### Schienen
Der Ort verfügt über keinen eigenen Bahnanschluss mehr. Bis 1945 war Wehlack Bahnstation an der Bahnstrecke Rastenburg–Drengfurth, die von den Rastenburger Kleinbahnen befahren, aber nach 1945 nicht reaktiviert wurde. Der nächste Bahnhof befindet sich sieben Kilometer südlich in Kętrzyn, wo es Direktverbindungen nach Ełk (Lyck) und Białystok gibt.

### Luft
Der nächstgelegene internationale Flughafen ist der Flughafen Kaliningrad, der sich etwa 100 Kilometer nordwestlich auf russischem Hoheitsgebiet befindet. Der nächste internationale Flughafen auf polnischem Staatsgebiet ist der etwa 190 Kilometer westlich befindliche Lech-Wałęsa-Flughafen Danzig.